# Anomaloglossus kaiei
Espèce
Synonymes
- Colostethus kaiei Kok, Sambhu, Roopsind, Lenglet & Bourne, 2006

Statut de conservation UICN

 EN  : En danger
Anomaloglossus kaiei est une espèce d'amphibiens de la famille des Aromobatidae.

## Répartition
Cette espèce est endémique de la sierra de Pacaraima au Guyana. Elle se rencontre entre 150 et 900 m d'altitude.

## Description
Anomaloglossus kaiei mesure jusqu'à 18,9 mm pour les mâles et jusqu'à 19,8 mm pour les femelles. Son dos est brun et présente une large bande noire encerclant le corps. Une fine ligne longitudinale blanche en partie brisée s'étend de l'orbite jusqu'à l'anus. Sa gorge et sa poitrine sont roses, son ventre crème tacheté de sombre. La face interne de ses membres jaune crème. Son iris est roux à reflets métalliques.

## Étymologie
Son nom d'espèce lui a été donné en l'honneur de Kaie, un grand chef de la tribu Patamona qui a également donné son nom aux chutes de Kaieteur. Selon la légende, Kaie s'est sacrifié en pagayant dans les chutes afin de sauver son peuple attaqué par une tribu guerrière.

## Publication originale
- Kok, Sambhu, Roopsind, Lenglet & Bourne, 2006 : A new species of Colostethus (Anura: Dendrobatidae) with maternal care from Kaieteur National Park, Guyana. Zootaxa, no 1238, p. 35-61 (texte intégral).